# 雷博恩
雷博恩是德国莱茵兰-普法尔茨州的一个市镇。总面积10.14平方公里，总人口707人，其中男性357人，女性350人（2011年12月31日），人口密度70人/平方公里。